# Boravište
Boravište, pravni naziv za mjesto privremenog zadržavanja, za razliku od  prebivališta (domicila), mjesta u kojem se građanin naselio s namjerom da u njemu stalno živi.

## Boravište u pravnom sustavu Hrvatske
Boravište građana može biti uobičajeno i privremeno.
Uobičajeno boravište je mjesto u kojem građanin trajnije boravi, bez namjere da se u tom mjestu naseli.
Privremeno boravište je mjesto u kojem se građanin zadržava do 30 dana.
U svakome slučaju prebivalište se određuje temeljem uobičajenoga boravišta ako ne postoje drugi zakonom predviđeni podatci.